# Гідроторф (робітниче селище)
Гідроторф (рос. Гидроторф) — робітниче селище в Балахнинському районі Нижньогородської області Російської Федерації.
Населення становить 7290 осіб. Входить до складу муніципального утворення робітниче селище Гідроторф.

## Історія
Від 2009 року входить до складу муніципального утворення робітниче селище Гідроторф.

## Населення
| 1959  | 1970  | 1979  | 1989  | 2002  | 2008  | 2009  |
| ----- | ----- | ----- | ----- | ----- | ----- | ----- |
| 6401  | ↘6218 | ↘5377 | ↗7622 | ↗7670 | ↘7454 | ↘7424 |
| 2010  | 2011  | 2012  | 2013  | 2014  | 2015  | 2016  |
| ↗7557 | ↗7559 | ↘7535 | ↗7558 | ↗7582 | ↗7599 | ↘7564 |
| 2017  |       |       |       |       |       |       |
| ↘7478 |       |       |       |       |       |       |